# Babyklappe

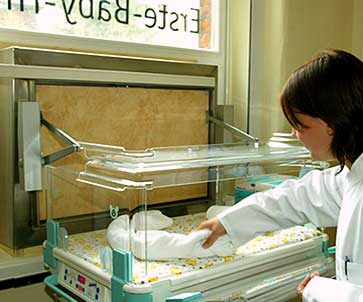
Babyklappe

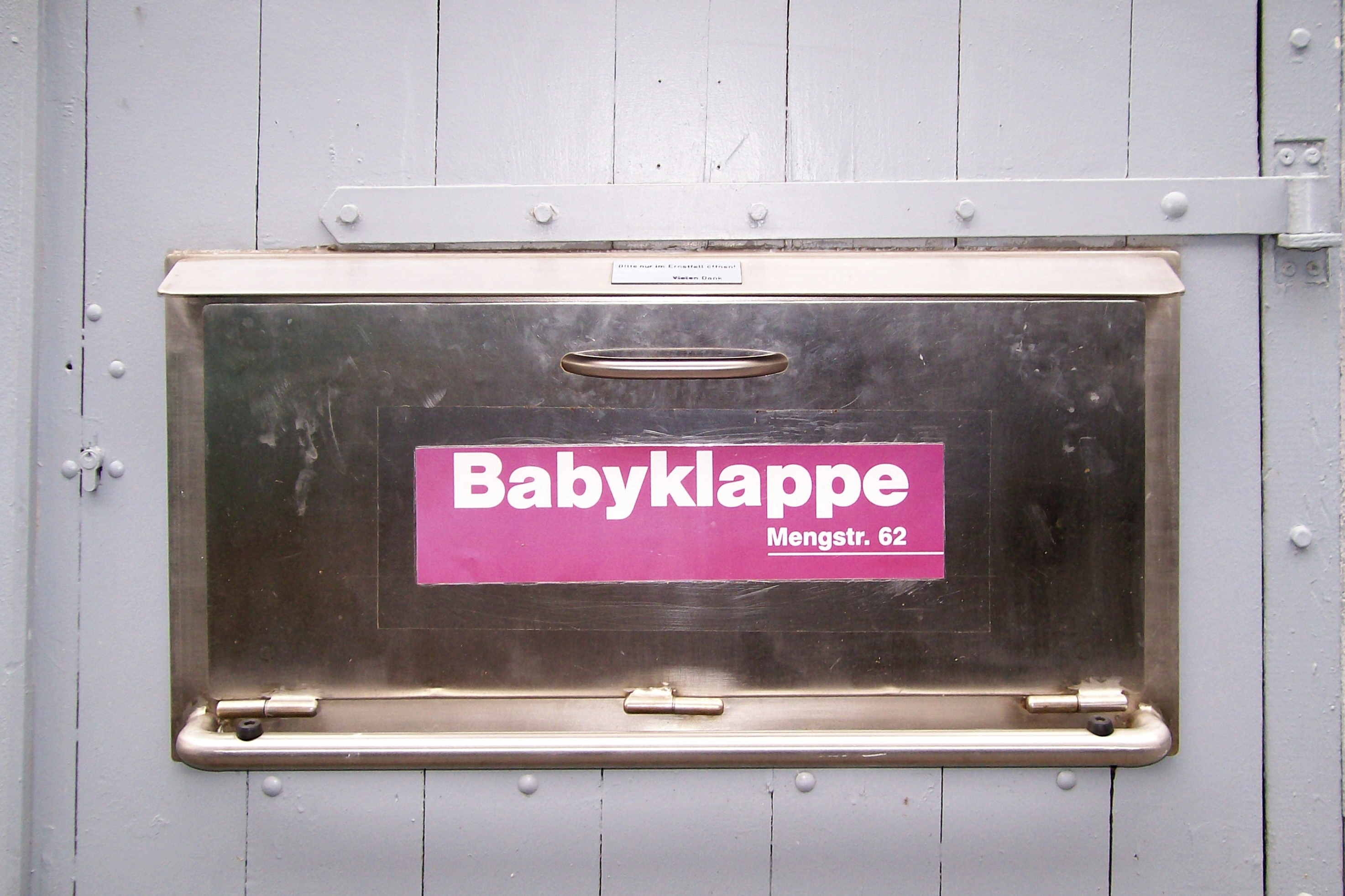
Die Babyklappe in der Lübecker Mengstraße befindet sich seit 2000 in einem Privathaus

Eine Babyklappe, auch Babynest, Babykörbchen, Babyfenster oder Drehlade (italienisch Torno) genannt, ist eine Vorrichtung, mit der Neugeborene anonym bei einer Institution abgegeben werden können. Die Einrichtungen haben das Ziel, Aussetzungen oder Tötungen Neugeborener zu verhindern. Das neugeborene Baby kann durch eine Klappe in ein Wärmebett gelegt werden, wobei die abgebende Person anonym bleibt. Sobald die Klappe geschlossen ist, wird durch ein elektronisches Signal Hilfe herbeigerufen, so dass das Kind versorgt werden kann.
Charakteristisch für das Hilfskonzept der Babyklappen ist, dass sie die Möglichkeit bieten, ein Kind abzugeben, und dabei sowohl für die Gesundheit des Kindes als auch für die Anonymität der Mutter bzw. abgebenden Person Sorge getragen wird. Viele Einrichtungen hinterlegen in der Klappe (meist mehrsprachiges) Informationsmaterial, in dem auf anonyme Beratungsmöglichkeiten hingewiesen wird.
Babyklappen gibt es seit dem 12. Jahrhundert. In verschiedenen Ländern werden seit Beginn des 21. Jahrhunderts aus unterschiedlichen Motivations- und Interessenlagen moderne Babyklappen betrieben. Obwohl Babyklappen helfen können, das Aussetzen oder die Tötung Neugeborener zu verhindern, sind sie in manchen Ländern umstritten.

## Geschichte

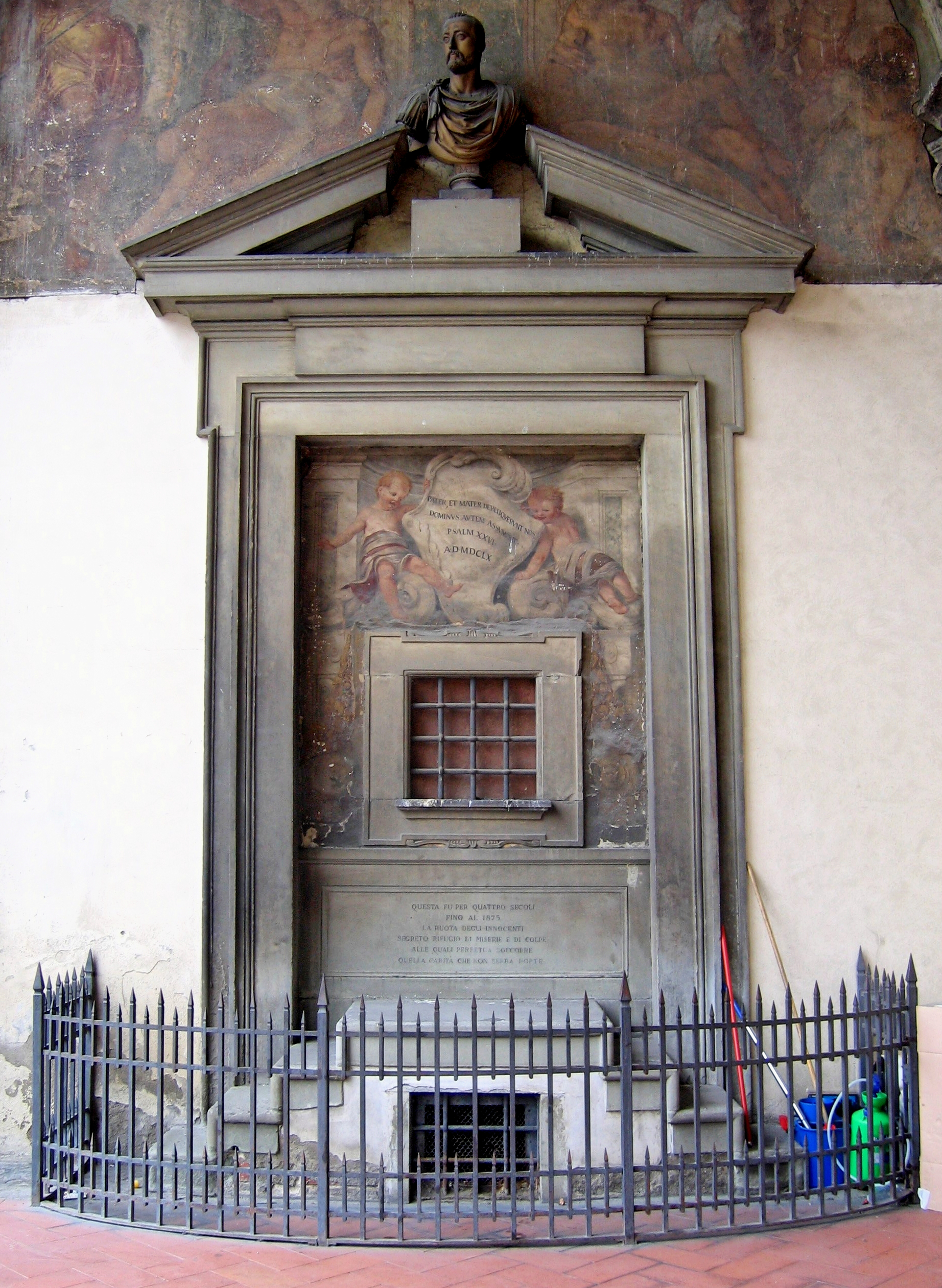
Ehemaliger Drehzylinder für die Abgabe der Kinder beim Ospedale degli Innocenti

Sogenannte Findelkinder wurden schon vor Jahrhunderten von Findelhäusern und Waisenhäusern aufgenommen. Eine der ältesten „Babyklappen“ ist noch heute am italienischen Hospital Santo Spirito sichtbar. Papst Innozenz III. ließ gegen Ende des 12. Jahrhunderts als Erster verfügen, dass an den Pforten der (damals besonders in den romanischen Ländern zahlreichen) Findelhäuser sogenannte Drehladen (italienisch Torno) angebracht würden. Die erste Drehlade wurde 1198 im Spital des Heiligen Geistes (Ospedale di Santo Spirito) in Rom errichtet. Im 14. Jahrhundert wurden die Findelhäuser der Santissima Annunziata in Neapel und das Ospedale degli Innocenti in Florenz gestiftet; beide besaßen einen drehbaren Holzzylinder (italienisch Ruota), an dem bis 1875 Säuglinge anonym abgegeben werden konnten.
In Hamburg wurde im dortigen Waisenhaus 1709 eine Drehlade eingerichtet, ausdrücklich zur Verhütung von Kindesmord, die aber aufgrund des großen „Erfolges“ (mehr als 200 abgegebene Kinder in einem Jahr) 1714 wieder geschlossen wurde.
Johann Georg Krünitz beschreibt eine entsprechende Vorrichtung in seiner Oeconomischen Encyklopädie mit diesen Worten:

„An den Findelhäusern wird die Einrichtung gemacht, dass die Kinder in einen gewissen Drehschrank, Rolle oder Walze, Torno genannt, geleget, und dieselbe umgedrehet wird, dass das Kind in das Haus hineinwärts zu liegen kommt. Man zieht alsdenn an der daselbst befindlichen Glocke oder Klingel, und geht davon; da denn das Kind auf dieses gegebene Zeichen sogleich von den dabey wachenden Aufsehern in Empfang genommen wird. Gedachtes Behältnis oder Torno, welches in der Mauer an einer eisernen Spindel befestigt ist; sieht gemeiniglich einem großen Kornscheffel ähnlich, und kann umgedrehet werden, so bald der Deckel davon genommen wird.“

Und an anderer Stelle fügt er hinzu:

„Der Torno an dem Hamburger Findel= und Waisenhause, hat folgende merkwürdige Überschrift:
Auf dass der Kindermord nicht künftig werd verübet,
Der von tyrannscher Hand der Mutter oft geschicht,
Die gleichsam Molochs Wuth ihr Kindlein übergiebet,
Ist dieser Torno hier auf ewig aufgericht. ANNO 1709.“

Auch in Kassel (1764) und Mainz (1811) gab es bereits Vorläufer der Babyklappe. In Mainz war sie in einer Hebammenanstalt, den sogenannten Triller.
1811 verordnete Kaiser Napoleon I., dass derartig ausgestattete Findelhäuser in allen französischen Departements errichtet werden sollten. Im Mittelalter wurde die Drehlade oft missbraucht, indem dort kranke Kinder ausgesetzt wurden. Auch Eheleute, die ihr Kind hätten aufziehen können, gaben es dort aus Armut ab. Im Jahre 1906 gab es in Italien noch 464 Drehladen. Die letzten Drehladen sollen 1913 in Toledo, 1939 in Warschau und 1952 in Kuba geschlossen worden sein.

## Funktionsweise
Das neugeborene Baby kann anonym durch eine Klappe oder auch eine Tür in ein Wärmebett gelegt werden. Manche Vorrichtungen lassen sich mit einem Taster öffnen. Das Wärmebett ist konstant mit einer Temperatur von 37 Grad beheizt. Die Öffnung schließt sich, wenn sie nicht per Hand zugedrückt wird, sehr langsam selbstständig. Zum Schutz des Kindes wird die geschlossene Babyklappe verriegelt. In manchen Einrichtungen wird das Helfersystem informiert, wenn die Klappe sich öffnet, in anderen, sobald die Klappe geschlossen ist. Eine Meldung wird mit Verzögerung als stummer Alarm weitergeleitet. Das durch den stummen Alarm benachrichtigte Fachpersonal kann sich nun um das Findelbaby kümmern. Das Baby ist in sicheren Händen und wird umgehend medizinisch versorgt.
In einigen Babyklappen befindet sich ein Formular, auf dem der Name des Neugeborenen eingetragen werden kann. Die Mutter kann Kennwörter und anonyme Erkennungszeichen hinterlassen, welche in versiegelten Umschlägen aufbewahrt werden. Sie sollen eine spätere Identifizierung und Kontaktaufnahme ermöglichen. In manchen Einrichtungen werden die Mütter aufgefordert, einen Hand- oder Fußabdruck des Kindes mittels eines Stempelkissens zu nehmen, um eine Wiedererkennung zu gewährleisten, falls die Mutter später doch noch Kontakt aufnehmen möchte.

## Babyklappen in verschiedenen Ländern

### Deutschland

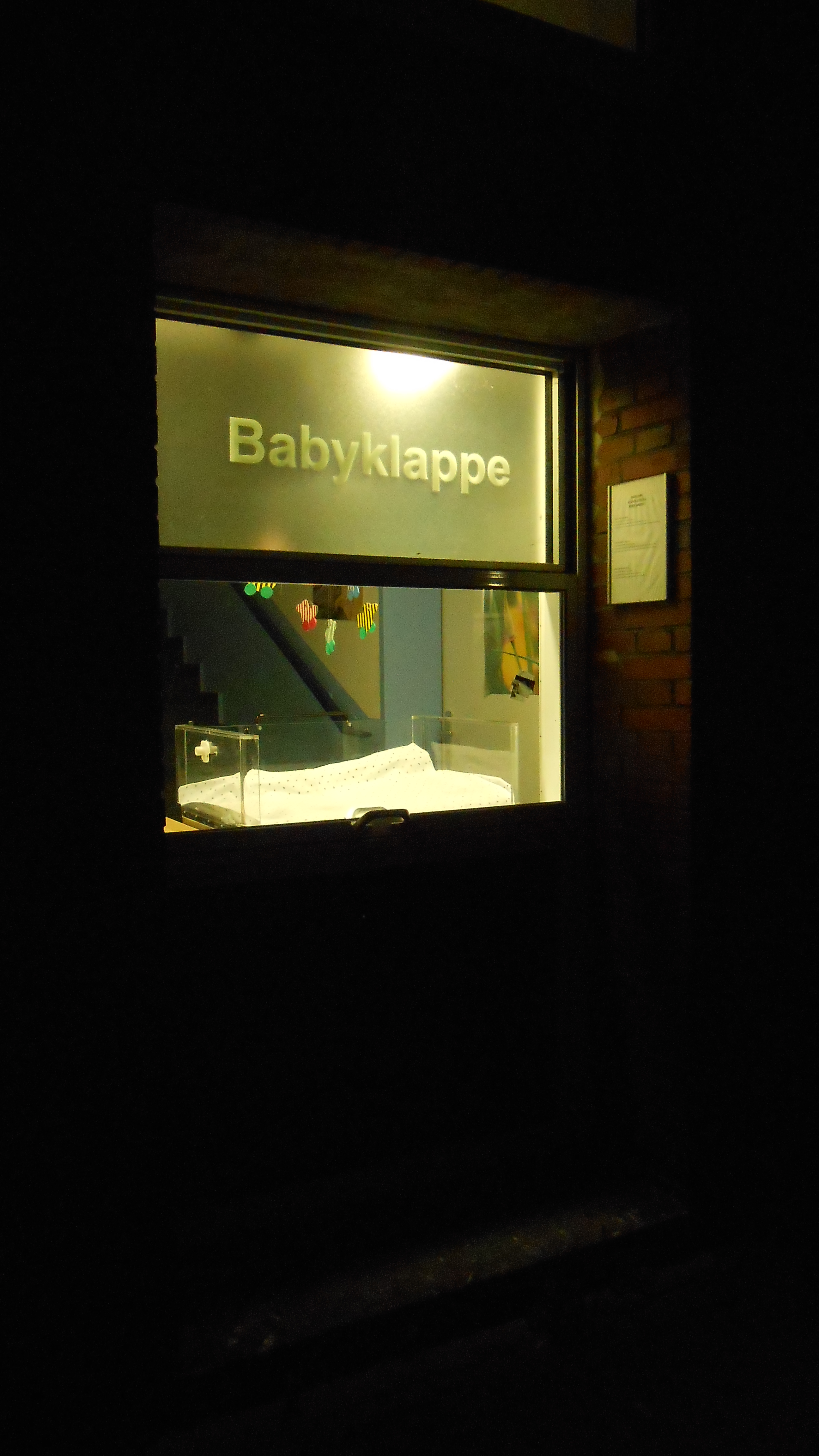
Nächtlich erleuchtete Babyklappe an der Dortmunder Kinderklinik

Die ersten modernen Babyklappen in Deutschland wurden 2000 in Hamburg und Lübeck sowie im September vom Krankenhaus Waldfriede in Berlin als erstem deutschen Krankenhaus, 2001 in Karlsruhe und weiteren Städten wieder eingerichtet, da Kindesaussetzung in gewissem Umfang immer noch aktuell ist, wie der Historiker Wolfgang Reinhard vermutet. Sie bestehen aus einem Wärmebett, in das von außen der Säugling hineingelegt werden kann. Mit einer Zeitverzögerung, die der einlegenden Person die Möglichkeit gibt, sich unentdeckt zu entfernen und so ihre Anonymität zu wahren, wird ein stummer Alarm ausgelöst. Der ruft Fachpersonal herbei, das sich um das Findelkind kümmert.
In Hamburg gibt es seit dem Jahr 2000 an drei Stellen Babyklappen. Bis Anfang 2020 wurden dort 56 Kinder hineingelegt, 16 davon wurden später von den Müttern zurückgeholt. Die zweite Stadt in Deutschland mit Babyklappe war Lübeck. Bis August 2024 wurden dort 23 Neugeborene abgelegt, eines der Kinder wurde später von den Eltern wieder aufgenommen.
Zwischen 2000 und 2009 sind in Deutschland etwa 80 Babyklappen entstanden. Laut Terre des Hommes wurden 38 Kinder im Jahr 2008 anderswo ausgesetzt, von denen acht lebend gefunden wurden. Bis Ende 2009 wurden an 98 Babyklappen und vergleichbaren Einrichtungen in Deutschland mindestens 209 Kinder abgegeben. Bis Januar 2012 waren es 278 abgelegte Kinder, 652 anonyme Geburten und 43 anonyme Übergaben.

#### Alternativen
In der Schwangerschaftskonfliktberatung besteht die Möglichkeit, wirtschaftliche Fragen zur Schwangerschaft zu besprechen.
Seit 1999 wird in Deutschland von den kirchlichen und freien Trägern der Schwangeren-, Kinder- und Jugendhilfe sowie von Krankenhäusern die Möglichkeit zur anonymen Kindesabgabe angeboten. Es gibt vier verschiedene Modelle für die anonyme Abgabe eines Säuglings: die anonyme Kindesabgabe an einen anderen Menschen, die Babyklappe, die anonyme Geburt und die vertrauliche Geburt. In allen Fällen wird das Kind zunächst Pflegeeltern zugeführt.

#### Diskurs in Deutschland
Anbieter von Babyklappen möchten durch anonyme Kindesannahme Kindesaussetzung oder -tötung vermeiden. Eine Kausalität ist jedoch bisher nicht nachgewiesen. Aus medizinischer Sicht gibt es in vielen Fällen keine Warnsignale, die auf eine bevorstehende Kindstötung hinweisen. Das erschwert das Finden von alternativen Gegenmaßnahmen, um das Leben der Neugeborenen zu retten. Das Fehlen von Warnsignalen ist daher ein Grund, warum Babyklappen als mögliche lebensrettende Maßnahme in Betracht gezogen werden. Meist verdrängen Frauen, die später ihr Kind töten oder aussetzen, die Schwangerschaft und geraten in Panik.
Ende November 2009 empfahl der Deutsche Ethikrat, die bestehenden Angebote von Babyklappen und zur anonymen Geburt aufzugeben. Sie seien „ethisch und rechtlich sehr problematisch“, da sie insbesondere das Recht des Kindes, seine Herkunft zu erfahren, verletzten. Erfahrungen legten zudem nahe, dass Frauen, bei denen die Gefahr bestehe, dass sie ihr Neugeborenes töten oder aussetzen, durch die Angebote oft nicht erreicht werden. Die öffentlichen Stellen der Kinder- und Jugendhilfe sowie freie Träger stellten „ein umfangreiches Angebot an wirksamen Hilfestellungen für Frauen selbst in extremen Notlagen bereit“, bei denen dem Kind seine Herkunft nicht unbekannt bleibe. Der Rat empfiehlt, diese Angebote auszuweiten und stärker darüber zu informieren. Weitere Maßnahmen werden gefordert.
Manche Kritiker sehen das Babyklappenkonzept als gescheitert an und bemängeln, dass die Zahl der ausgesetzten Kinder trotz der Einführung von Babyklappen und weiteren Angeboten zur anonymen Geburt nicht zurückgegangen sei. Die Tötung eines Neugeborenen folge einer anderen Psychodynamik als die geplante Aussetzung eines Kindes in der Klappe oder seine anonyme Geburt in einer Klinik. Babyklappen würden stattdessen von Eltern benutzt, die ihr Kind ansonsten regulär zur Adoption freigegeben hätten. Babyklappen und Einrichtungen zur anonymen Geburt ermöglichten „diesem Personenkreis, sich der elterlichen Verantwortung auf einfachste Weise zu entziehen“.

### Österreich
In Österreich wurde die erste Babyklappe im Herbst 2000 in Wien eröffnet. Derzeit gibt es Babyklappen in Wien, St. Pölten, Wiener Neustadt, Klagenfurt, St. Veit an der Glan, Villach, Wolfsberg, Graz, Salzburg, Hallein, Lienz, Linz, Wels, Vöcklabruck, Ried und Bregenz. Mit zwei- bis dreimal im Jahr werden sie wesentlich seltener genutzt als anonyme Entbindungen, die 30- bis 40-mal im Jahr vorkommen.

### Schweiz

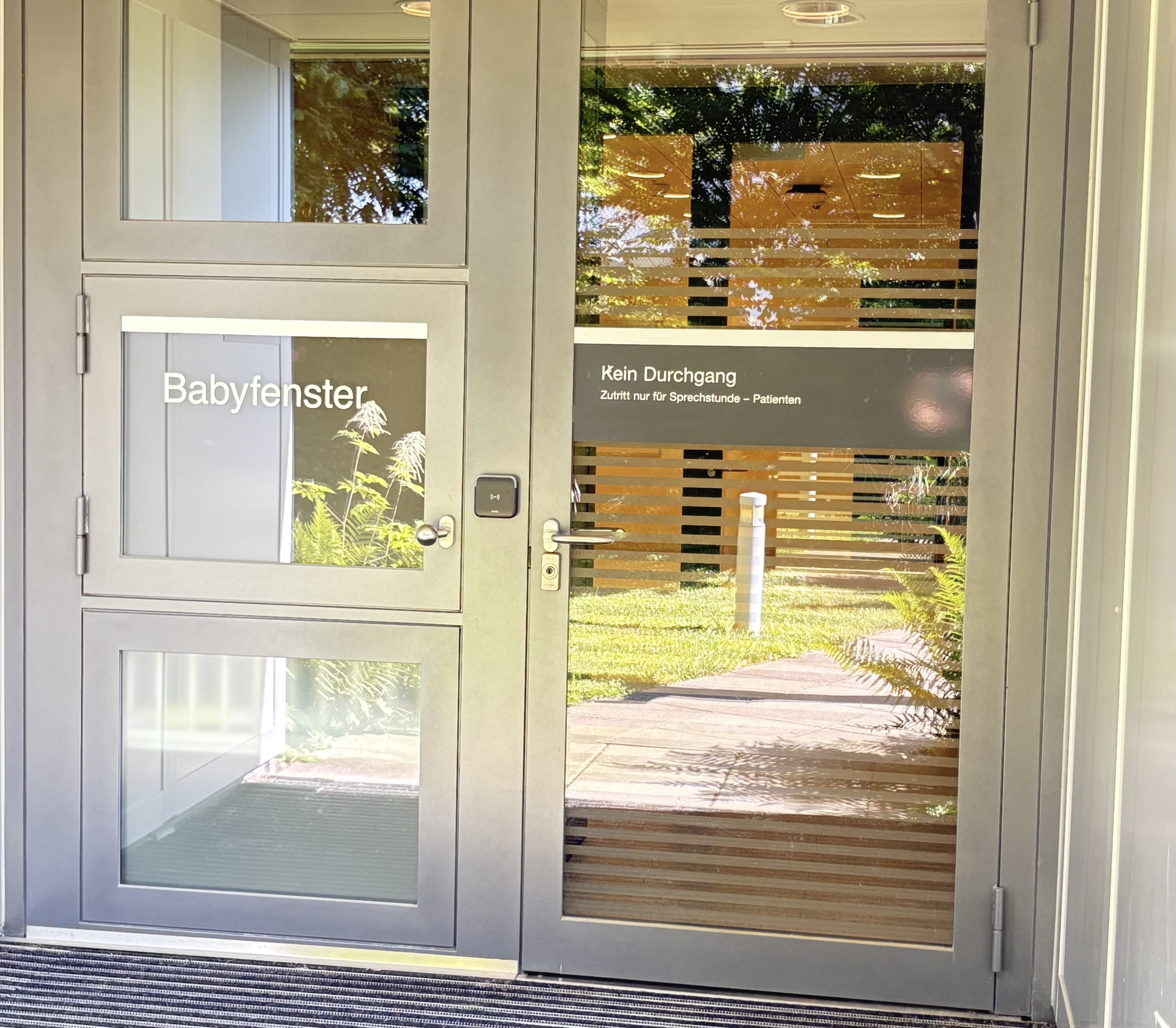
Babyfenster im Spital Zollikerberg

In der Schweiz wurde das erste Babyfenster 2001 beim Spital Einsiedeln eröffnet. Bis Februar 2012 wurden acht Kinder dort abgegeben. Im Juni 2012 eröffnete das Spital Davos ein Babyfenster, im Juni 2013 das Kantonsspital Olten und im November 2013 das Lindenhofspital in Bern. Im Jahr 2014 eröffneten auch das Spital Zollikerberg im Kanton Zürich und das Spital «San Giovanni» in Bellinzona ein Babyfenster.
In der Schweiz gibt es acht Babyfenster, sechs werden von der Schweizerischen Hilfe für Mutter und Kind (SHMK) finanziert, einer Stiftung, die gegen Abtreibungen eintritt. Die SHMK kommt auch für die Folgekosten auf, die durch eine Kindsabgabe entstehen. Die Kosten betragen pro Fall zwischen 10.000 und 20.000 Schweizer Franken und entstehen vor allem in der Zeit der Platzierung des Kindes bei Pflegeeltern bis zum Vollzug der Adoption.
Seit 2015 gibt es eine Babyklappe in Basel und seit 2016 gibt es in Sitten die achte Babyklappe der Schweiz. Von 2001 bis 2019 wurden 24 Babys abgegeben.
Ein Großteil der Schweizer Bevölkerung sieht Babyfenster als sinnvoll an (> 90 % im Jahr 2016). Laut der Stiftung Schweizerische Hilfe für Mutter und Kind korreliert in der Schweiz die Abnahme der tot aufgefundenen und ausgesetzten Neugeborenen mit der Zunahme der an Babyfenstern abgegebenen Neugeborenen.
Der Bundesrat stellt 2016 fest, dass die Gesamtzahl der Fälle, in denen Mütter ihre Identität verheimlichen seit Einführung der Babyfenster nicht angestiegen sind. Er ist der Ansicht, dass ein Verbot von Babyfenstern dazu führen könnte, dass eine Mutter in einer Notsituation ihr Kind im Versteckten aussetzt und dieses in der Folge nicht rechtzeitig einer medizinischen Betreuung zugeführt werden kann. Um dies zu verhindern, sind die negativen Aspekte des Babyfensters (Verletzung des Anspruches auf Kenntnis der Abstammung und der Meldepflicht) aus Sicht des Bundesrates in Kauf zu nehmen. Die Rettung des Lebens eines Kindes wiegt nach Ansicht des Bundesrats die Verletzung seines Anspruchs auf Kenntnis der Abstammung bei Weitem auf.

### Andere Länder
- Belgien – der Bund niederländisch Moeders voor Moeders ‚Mütter für Mütter‘ installierte 2000 die erste niederländisch babyschuif ‚Babyrutsche oder Babyklappe‘ in Antwerpen-Borgerhout. Sie wird niederländisch Moeder Mozes Mandje ‚Korb von Mutter Moses‘ genannt. In den ersten drei Jahren wurden keine Säuglinge in der Babyklappe abgelegt.
- Volksrepublik China[40]
- Großbritannien verfügt nicht über Babyklappen (baby hatches); sie sind dort illegal nach dem Offences against the Person Act 1861. Eine Mutter, die ein Kind unter zwei Jahren aussetzt, kann mit bis zu fünf Jahren Gefängnis bestraft werden. Der Betreiber einer Babyklappe würde Beihilfe zu der Tat begehen.
- Italien – Italien hat über 50 Babyklappen der „La culla per la vita“ (Bewegung für das Leben).[41]
- Japan – Pläne des katholischen Jikei Hospitals in Kumamoto zur Einrichtung einer Babyklappe (japanisch 赤ちゃんポスト akachan posuto) mit dem Namen „Storchenwiege“ (japanisch コウノトリのゆりかご kōnotori no yurikago) führten 2007 zu politischen Diskussionen. Der japanische Gesundheitsminister Hakuo Yanagisawa sah keine juristische Handhabe, die Pläne des Krankenhauses, das sich vorab in Deutschland über Babyklappen informiert hatte, zu verhindern. Im April 2007 genehmigte die Stadt dem Krankenhaus die Einrichtung einer Babyklappe, die am 15. Mai 2007 in Betrieb genommen wurde. Bis Ende März 2019 wurden dort insgesamt 144 Babys abgegeben.[42]
- Niederlande – 2003 scheiterten Absichten, eine babyluik in Amsterdam zu installieren, nach heftigen Protesten. Die niederländische Gesundheitsministerin Clémence Ross erklärte, Babyklappen seien gesetzwidrig.
- Pakistan – Die Edhi Foundation hat etwa 250 Stellen, die eine jhoola-Dienstleistung anbieten. Eine jhoola ist eine aufgehängte Wiege mit Matratze, die vor Stellen stehen, an denen Mütter ihre Kinder anonym abgeben können. Es gibt eine Klingel; Personalmitglieder prüfen einmal pro Stunde die Wiege.
- Polen – Das erste Fenster des Lebens (polnisch Okno życia) wurde 2006 in Krakau eingeführt. Das zweite folgte 2008 in Warschau, im November 2010 kam eine weitere in Stettin dazu.
- Philippinen – Das Hospicio de San Jose in Manila, 1810 gegründet und von den Daughters of Charity von Saint Vincent de Paul betrieben, hat eine „Drehwiege“ mit der Aufschrift „Abandoned Babies Received Here“ (Ausgesetzte Säuglinge werden hier aufgenommen).
- Slowakei – Die Hniezdo záchrany wurde in der Slowakei im Jahr 2005 eingeführt. Bis zum Jahr 2012 wurden 35 Kinder abgelegt. Als Alternative wird in der Slowakei die anonyme Geburt angeboten. Dabei wurden im gleichen Zeitraum 170 Kinder geboren. Wegen Bedenken der UNO, die die Kinder bei der Babyklappe um ihr Recht auf biologische Identität beraubt sieht, soll die Babyklappe im Jahr 2013 neu evaluiert werden.[43]

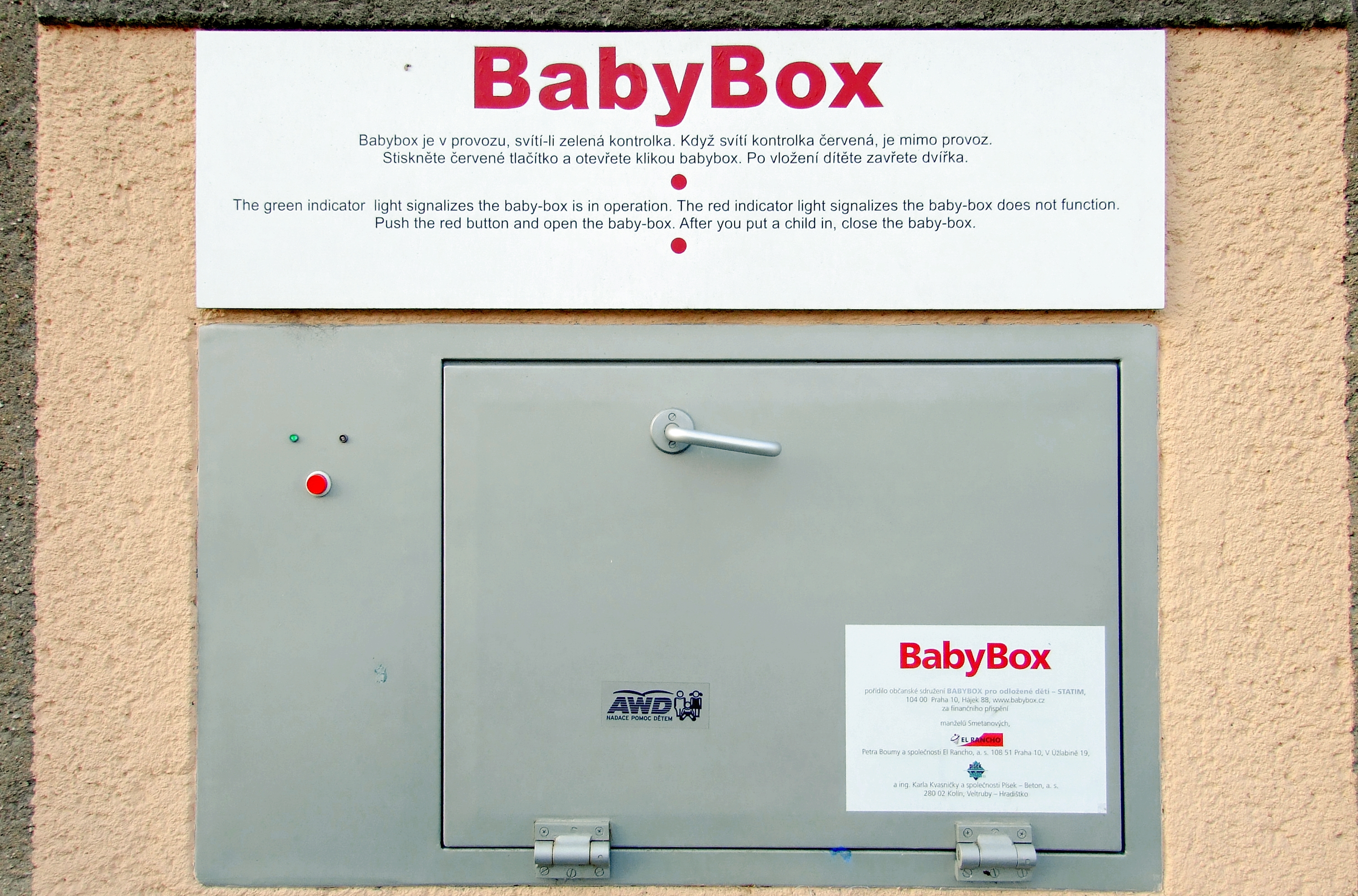
Babyklappe in Tschechien

- Südafrika – Die gemeinnützige Organisation „Door Of Hope“ (Tür der Hoffnung) installierte 2000 ein „Loch in der Wand“ an der Mission Church in Johannesburg. Bis Juni 2004 wurden etwa 30 Säuglinge dort hinterlassen.
- Südkorea – In Südkorea gibt es zwei Babyklappen.[44]
- Tschechische Republik – Die erste Babyklappe (so genannt Babybox in Tschechisch) etablierte Babybox-Statim 2005 in Prag. Bis August 2020 haben 76 Babyklappen geöffnet. Bis August 2020 wurden 210 Säuglinge dort abgelegt.[45][46][47]
- Ungarn – In Ungarn gibt es etwa ein Dutzend Babyklappen, die meisten bei Krankenhäusern. Die erste wurde 1996 im Schöpf-Mérei-Ágost-Krankenhaus in Budapest eingerichtet.
- Vatikanstadt – 2006 wurde eine moderne Babyklappe am Santo-Spirito-Krankenhaus im Vatikan angelegt.
- Vereinigte Staaten – Babyklappen gibt es in den Vereinigten Staaten in Indiana, Ohio, Arkansas, Florida und Kentucky. Die erste Babyklappe wurde 2016 in Indiana eingerichtet. 2019 kam die The Safe Haven Baby Box in Carmel, Indiana hinzu;[48] 47 Staaten führten die safe haven laws (Zufluchtgesetze) ein, angefangen mit Texas am 1. September 1999. Danach dürfen Eltern ihr Neugeborenes (jünger als 72 Stunden) anonym bei Zufluchtsorten wie Feuerwachen oder Krankenhäusern abgeben.

## Risiken
Neben möglichen medizinischen Gefahren für Mutter und Kind vor, während und nach einer unbetreuten Geburt kann die Babyklappe für den Säugling Risiken durch technisches Versagen bergen.